# Luca Dotto
Luca Dotto (Camposampiero, 18 aprile 1990) è un nuotatore italiano,  specializzato nelle distanze brevi dello stile libero 50 e 100 metri.
È stato il primo italiano ad abbattere il muro dei 48 secondi nei 100 metri stile libero col tempo di 47"96; nella gara più breve (50 sl) è diventato vicecampione mondiale nel 2011 a Shanghai, primo italiano ad aver vinto una medaglia ai Mondiali in questa gara.
Nei 100 stile libero è uno dei pochi nuotatori a esser riuscito a vincere il titolo europeo sia in vasca lunga sia in vasca corta.
Dal 2022 collabora con Skysport Italia in veste di talent per le gare di nuoto e nel 2024 è stato commentatore tecnico per Eurosport per le Olimpiadi di Parigi 2024

## Carriera
Ha debuttato in nazionale giovanile nella COMEN Cup del 2006 a Rio Maior, in Portogallo.
Ai Campionati mondiali giovanili di nuoto 2008 si è aggiudicato l'argento nei 50 m e l'oro nei 100 m e nella staffetta 4×100 m stile libero. In seguito a Belgrado durante i Campionati europei giovanili ha vinto la staffetta 4×100 m stile libero e i 50 m: in questa gara ha anche stabilito il primato italiano di categoria e la migliore prestazione mondiale dell'anno sulla distanza con 22"36. Sempre nel 2008 ha migliorato diversi primati italiani di categoria, sia nei 50 m stile libero (22"63, 22"53, 22"36) che nei 100 m stile libero (50"34, 50"05).
Nel 2009 nel corso dei campionati italiani assoluti primaverili a Riccione ha migliorato lo storico record di Giorgio Lamberti nei 100 m cadetti del 1989 con il tempo di 49"22, primato battuto da Marco Orsi nella batteria successiva con il tempo di 49"13, tempo che Dotto ha avvicinato in finale con 49"16. Nel dicembre 2009 ha debuttato nella nazionale maggiore agli europei in vasca corta di Istanbul dove ha conquistato con la staffetta veloce 4×50 m stile il bronzo dietro Francia e Croazia, superando la Russia proprio nel finale.
Nel 2010 è entrato nel Gruppo Sportivo Forestale e si è trasferito a Roma ad allenarsi con Filippo Magnini e i risultati si sono visti subito per entrambi. Ai campionati europei in vasca lunga di Budapest l'inizio è stato amaro, escluso dalla finale della staffetta 4×100 m stile, che è giunta quarta. Ma nella gara individuale dei 100 metri Dotto si è riscattato già nelle batterie: con 48"98 è diventato il secondo italiano ad esser sceso sotto i 49" senza l'aiuto dei costumi in poliuretano e di è migliorato in semifinale con 48"94. In finale Dotto è arrivato all'ottavo posto con 49"05. Nella gara dei 50 m Dotto si è riconfermato arrivando quinto in finale e siglando la seconda prestazione italiana di sempre senza costumoni in poliuretano in 22"14 a soli otto centesimi dal 22"06 di Lorenzo Vismara.
I progressi sono confermati nel novembre dello stesso anno, quando agli europei in vasca corta di Eindhoven è entrato in finale nei 50 m, ha vinto la medaglia di bronzo nei 100 metri battendo proprio Filippo Magnini e ha vinto l'oro con la staffetta 4×50 m stile con Lucio Spadaro, Magnini e Orsi. In tutte queste gare ha battuto anche il suo primato personale. A dicembre ai Mondiali in vasca corta di Dubai si è qualificato per le finali dei 50 e dei 100 metri, chiudendo rispettivamente all'ottavo e al settimo posto: nei 100 m sl ha nuotato la semifinale in 46"91 e la finale in 46"68, diventando il secondo italiano a nuotare sotto i 47" la distanza dopo Magnini; ha nuotato inoltre la staffetta 4×100 m stile con Luca Leonardi, Christian Galenda e Orsi in batteria battendo il primato italiano in 3'09"85, migliorato poi da Orsi, Leonardi e Magnini in finale quando sono giunti sesti in 3'06"56. Tre giorni dopo il termine del mondiale ha vinto i suoi primi titoli italiani assoluti in vasca corta, vincendo i 100 m stile libero in 46"85 e i 50 m in 21"38.
Ai campionati primaverili del 2011 ha ottenuto la qualificazione per i mondiali nei 100 m vincendoli e migliorandosi fino a 48"58. dopo qualche giorno ha conquistato l'oro nei 50 stile con il tempo di 22"04 che avrebbe valso il record italiano senza l'uso dei costumi tecnologici. A Shanghai ha debuttato ai mondiali arrivando in finale con la 4×100 m dove è giunto quarto assieme ad Orsi, Michele Santucci e Magnini. Nella gara dei 100 m stile ha migliorato il suo personale due volte; 48"44 sono serviti per entrare in finale dove è giunto settimo con 48"24. Sempre a Shanghai, nei 50 m stile Luca si è qualificato 12º in batteria con 22"25 e in semifinale ha ottenuto il tempo di 21"97, primato personale che lo ha fatto entrare in finale con il quarto tempo, dove ha vinto la sua prima medaglia mondiale: argento dietro a Cesar Cielo ma davanti ad Alain Bernard e nuovo personale, 21"90.
Nel dicembre 2011 arrivano altre conferme, con l'oro e l'argento conquistati nella staffetta veloce 4x50sl e nei 100 sl ai campionati europei di vasca corta di Stettino (Polonia).
Il 2012 è un anno difficilissimo per Dotto, un grosso infortunio lo tiene fermo dagli allenamenti un mese e mezzo durante la preparazione alle olimpiadi, che non vanno come si aspettava con prestazioni giù di tono.
Ma subito nella stagione invernale rialza la testa e dopo un europeo di vasca corta a chartes dove arriva 4º nei 100 stile con una buona prestazione arriva la soddisfazione di una nuova medaglia mondiale, questa volta in vasca corta ad Istanbul con la staffetta 4x100 stile libero.
Nel 2013 ottiene tre medaglie ai Giochi del Mediterraneo di Mersin (TUR), al mondiale di Barcellona ottiene il 5º posto con la staffetta 4x100 stile libero ed entra nuovamente in finale nella gara regina dei 100 stile, confermandosi tra i migliori velocisti al mondo. Agli europei di vasca corta ottiene due medaglie d'argento con le staffette.
Nel 2014 agli europei di vasca lunga perde la finale dei 100 stile libero per una condotta di gara troppo spinta, cedendo il secondo posto a pochi metri dalla fine e giungendo 5º classificato. Nello stesso europeo ottiene un oro e un bronzo grazie alle staffette.
Ai mondiali di vasca corta di fine 2014 a Doha si presenta non al meglio della forma ma onora comunque la bandiera italiana portando a casa la sua terza medaglia mondiale, bronzo con la 4x50 stile libero.
Nel 2015 ai mondiali di Kazan si aggiudica la sua quarta medaglia mondiale ottenendo il bronzo con la staffetta 4x100 stile libero nuotando la prima frazione.
Nel 2016 diventa il primo italiano nella storia ad aver abbattuto il muro dei 48" nella gara regina dei 100 stile col tempo di 47"96 divenendo per la prima volta primatista assoluto battendo il record di Filippo Magnini (48"04). 
Agli europei di Londra conquista 4 medaglie. Diventa campione d'Europa nei 100 stile libero, riportando in Italia il titolo della gara regina 4 anni dopo Magnini. Ottiene inoltre 2 argenti (4x100sl e 4x100 sl mixed) è un bronzo con la 4x200, risultato che qualifica la staffetta alle Olimpiadi, nonostante la distanza a lui non congeniale.
Nel 2017 ottiene il suo 20º titolo italiano, raggiunge la finale mondiale con le due staffette (4x100 e 4x200) ma soprattutto agli europei di vasca corta di Copenaghen diventa l'italiano con più medaglie della spedizione vincendone 5: due bronzi (con la staffetta 4x50 sl mixed e nei 50 sl, abbattendo il suo primato personale a 20"78), due argenti (con le staffette 4x50 sl e 4x50 mista) e l'oro nella gara regina dei 100 stile con il tempo di 46"11, suo miglior crono in vasca corta.

## Palmarès
| Giochi olimpici                | 50 m st. libero         | 100 m st. libero        | 4×100 m st. libero                       | 4×100 m misti                                      | ---                                | ---                      |
| 2012 Londra Regno Unito        | 12º in semifinale 22"09 | 22º in batteria 49"43   | 7º - 3'14"13 frazione: 48"73             | 14º in batteria - 3'36"88 frazione lanciata: 48"83 | ---                                | ---                      |
| 2016 Rio Brasile               | 9º in semifinale 21"84  | 13º in semifinale 48"49 | 9º in batteria - 3'14"22 frazione: 48"51 | 11º in batteria - 3'34"85 frazione lanciata: 47"74 | ---                                | ---                      |
| Campionati del mondo           | 50 m st. libero         | 100 m st. libero        | 4×100 m st. libero                       | 4×100 m misti                                      | ---                                | ---                      |
| 2011 Shanghai Cina             | Argento 21"90           | 7º 48"24                | 4º - 3'12"39 frazione: 48"56             | 11º in batteria - 3'36"74 frazione: 48"68          | ---                                | ---                      |
| Barcellona 2013 Spagna         | 21º 22"45               | 8º 48"58                | 5º - 3'12"62 frazione: 49"17             | ---                                                | ---                                | ---                      |
| 2015 Kazan Russia              | 17º 22"48               | 17º 49"01               | Bronzo: 3'12"53 frazione: 48"75          | ---                                                | ---                                | ---                      |
| Mondiali in vasca corta        | 50 m st. libero         | 100 m st. libero        | 200 m st. libero                         | 4×100 m st. libero                                 | 4x50 m st. libero                  | ---                      |
| 2010 Dubai Emirati Arabi Uniti | 8º 21"37                | 7º 46"68                | ---                                      | 6º - 3'06"56 frazione: 47"09                       | ---                                | ---                      |
| 2012 Istanbul Turchia          | ---                     | ---                     | ---                                      | Argento: 3'07"07                                   | ---                                | ---                      |
| 2014 Doha Qatar                | ---                     | ---                     | ---                                      | 4º - 3'05"79 frazione: 47"17                       | Bronzo: 1'24"56 frazione: 21"45    | ---                      |
| 2016 Windsor Canada            | 6º 21"39                | 5º 46"95                | 9º in batteria 1'44"27                   | ---                                                | ---                                | ---                      |
| Campionati europei             | 50 m st. libero         | 100 m st. libero        | 4×100 m st. libero                       | 4x100 m st. libero mista                           | 4×200 m st. libero                 | 4x100 m mx mista         |
| 2010 Budapest Ungheria         | 5º 22"14                | 8º 49"05                | 4º - 3'15"18 nuota in batteria           | ---                                                | ---                                | ---                      |
| 2014 Berlino Germania          | ---                     | 5º 48"58                | Bronzo: 3'12"78 frazione: 48"47          | Oro: 3'25"02 frazione: 48"78                       | ---                                | ---                      |
| 2016 Londra Regno Unito        | ---                     | Oro: 48"25              | Argento: 3'14"29 frazione: 48"03         | Argento: 3'24''55 frazione: 47''94                 | Bronzo: 7'08''30 frazione:1'47''52 | ---                      |
| 2018 Glasgow Regno Unito       | ---                     | 5º                      | Argento: 3'12"90 frazione: 48"63         | ---                                                | ---                                | Bronzo: 3'47"73 batteria |
| Europei in vasca corta         | 50 m st. libero         | 100 m st. libero        | 4×50 m st. libero                        | 4×50 m st. libero mista                            | 4×50 m mista                       | ---                      |
| 2009 Istanbul Turchia          | 16º in batteria 21"73   | 17º in batteria 47"78   | Bronzo: 1'23"64 frazione: 20"86          | ---                                                | ---                                | ---                      |
| 2010 Eindhoven Paesi Bassi     | 5º 21"65                | Bronzo 47"09            | Oro: 1'25"16 frazione: 21"38             | ---                                                | ---                                | ---                      |
| 2011 Stettino Polonia          | 4º 21"30                | Argento 46"89           | Oro: 1'24"82 frazione: 21"55             | ---                                                | ---                                | ---                      |
| 2013 Herning Danimarca         | ---                     | ---                     | Argento 1'23"37                          | Argento 1'30"26                                    | ---                                | ---                      |
| 2017 Copenaghen Danimarca      | Bronzo 20"78            | Oro 46"11               | Argento: 1'23"67 frazione: 20"92         | Bronzo 1'29"38                                     | Argento 1'31"91 frazione: 20"60    | ---                      |
| Giochi del Mediterraneo        | 50 m st. libero         | 100 m st. libero        | 4×100 m st. libero                       | ---                                                | ---                                | ---                      |
| 2013 Mersin Turchia            | Argento: 22"20          | Bronzo: 49"72           | Oro: 3'15"99 frazione:                   | ---                                                | ---                                | ---                      |
| 2018 Tarragona Spagna          | 4º 22"13                | Bronzo: 49"20           | ---                                      | ---                                                | ---                                | ---                      |
| Mondiali giovanili             | 50 m st. libero         | 100 m st. libero        | 4×100 m st. libero                       | ---                                                | ---                                | ---                      |
| 2008 Monterrey Messico         | Argento 22"63           | Oro 50"06               | Oro: 3'19"09 frazione: 50"57             | ---                                                | ---                                | ---                      |
| Europei giovanili              | 50 m st. libero         | 100 m st. libero        | 4×100 m st. libero                       | ---                                                | ---                                | ---                      |
| 2007 Anversa Belgio            | Bronzo 22"90            | 18º in batteria 51"98   | 4º nuota in batteria                     | ---                                                | ---                                | ---                      |
| 2008 Belgrado Serbia           | Oro 22"36               | 5º in batteria 50"73    | Argento: 3'20"00 frazione: 50"27         | ---                                                | ---                                | ---                      |

### Medaglie ai campionati italiani
| Evento | Oro | Argento | Bronzo | Totale |
| ------ | --- | ------- | ------ | ------ |
| Totale | 26  | 20      | 15     | 61     |

Altri risultati
5 titoli individuali giovanili
- 3 nei 50 stile libero
- 1 nei 100 stile libero
- 1 nei 50 delfino

## Il mondo della moda
Nel 2012 muove i primi passi come modello, posa infatti per numerosi servizi fotografici per riviste del settore e inoltre, nello stesso anno, prende parte alla campagna della linea Emporio Armani 7 per le olimpiadi di Londra. Durante questa campagna viene notato e Luca verrà successivamente scelto come testimonial d'eccezione per l'edizione limitata del profumo "Armani sport Code".
Nel 2014 viene scelto nuovamente da Giorgio Armani per lanciare la linea intimo uomo e occhiali di Emporio Armani.